# Operação Águia
A Operação Águia foi a primeira operação organizada das Forças Armadas Portuguesas em resposta ataque do grupo de guerrilheiros da FRELIMO, em 25 de Setembro de 1964, ao posto administrativo do Chai, no distrito de Cabo Delgado, materializando-se portanto na primeira operação no da Guerra Colonial Portuguesa no teatro de operações de Moçambique. 
A Operação Águia tinha, como missão, «realizar uma nomadização contínua no tempo e tão vasta quanto possível no espaço» na área entre os rios Rovuma e Messalo, e «desenvolver uma actividade destinada simultaneamente a exercer uma acção de presença junto das populações, destruir os elementos armados que entre elas se acoitam, destruir instalações caracteristicamente terroristas, furtando assim aos bandos inimigos todo o apoio por parte das populações, comprometidas ou não».
Para a Operação Águia foi constituído o agrupamento 23, formado por dois batalhões de caçadores, o 558 e o A (Batalhão de Caçadores de Nampula) e por uma bateria de artilharia de 8,8 mm.
Nos finais de Julho, a Operação Águia desmembra-se em acções de batida (em oposição às de golpe de mão que vinham a ser praticadas) com as designações de Águia Branca, Águia Amarela, Águia d'Ouro e Águia Vermelha, assim se mantendo até 6 de Setembro, data em que terminou oficialmente a operação.